# Cameral-Fuß
Der Cameral-Fuß, auch Cameralfuß oder seltener Kameral-Fuß, war ein deutsches Längenmaß. Seit 1801 hatte der alte Mainzer Cameralfuß diese Werte für das Camerale:
- 1 Cameralfuß = 127,36 Pariser Linien  = 0,2875 Meter

Er war duodezimal geteilt in 12 Zoll mit je 12 Linien. Der Geltungsbereich erstreckte sich im Herzogtum Nassau (1806 bis 1866) mit seiner Hauptstadt Wiesbaden.
Wenn auch allgemein zwei Fuß eine Elle ergaben, war in Wiesbaden die Elle nicht so angepasst.
- Wiesbaden 1 Elle = 246,25 Pariser Linien = 0,5555 Meter

Unmittelbare Werte der Region zum Vergleich  Maßeinheit Fuß  mit dem Cameral-Fuß:
In Mainz hatte der normale Fuß verschiedene Werte und so war
- Mainz 1 Fuß/Werkschuh = 129,13 Pariser Linien = 0,2915 Meter
- Hanau 1 Fuß = 127,18 Pariser Linien = 0,2852 Meter
- Kurfürstentum Hessen, Rinteln 1 Fuß = 128 Pariser Linien = 0,28875 Meter
- Kurfürstentum Hessen, Kassel 1 Fuß = 127,536 Pariser Linien = 0,2877 Meter duodezimal geteilt und galt als Kurhessischer Normalfuß
- Großherzogtum Hessen-Darmstadt, Mainz 1 ordinärer Fuß = 139,22 Pariser Linien = 0,3141 Meter auch duodezimal geteilt

Im Großherzogtum Hessen wurde 1821 ein neuer Fuß eingeführt, der an die neuen französischen Maße angepasst wurde. Er war dezimal geteilt in 10 Zoll zu je 10 Linien.
- 1 Fuß = 110,824 Pariser Linien = 0,25 Meter